# Janina Paradowska

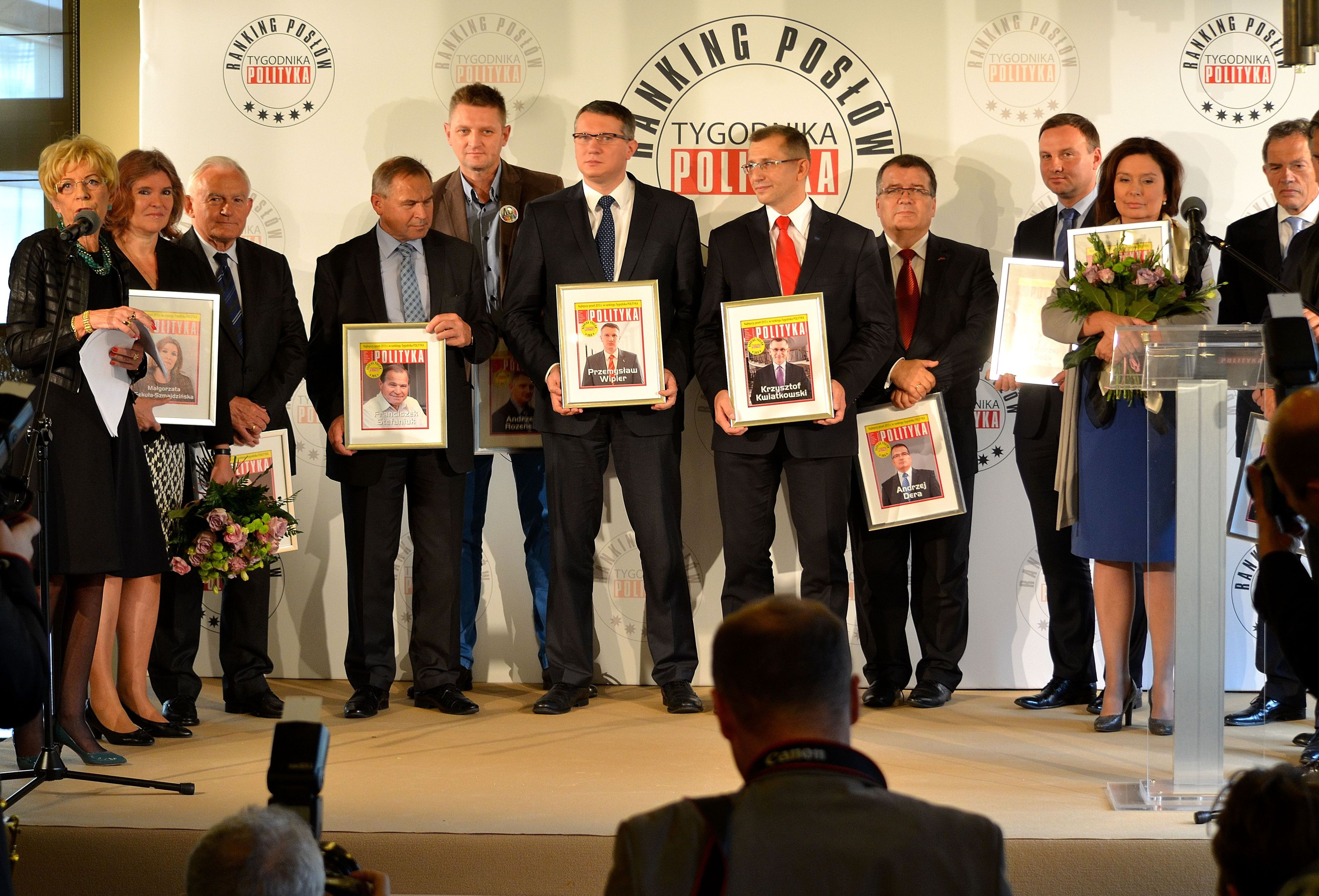
Janina Paradowska (pierwsza z lewej) wraz z laureatami rankingu najlepszych posłów tygodnika „Polityka” (2013)

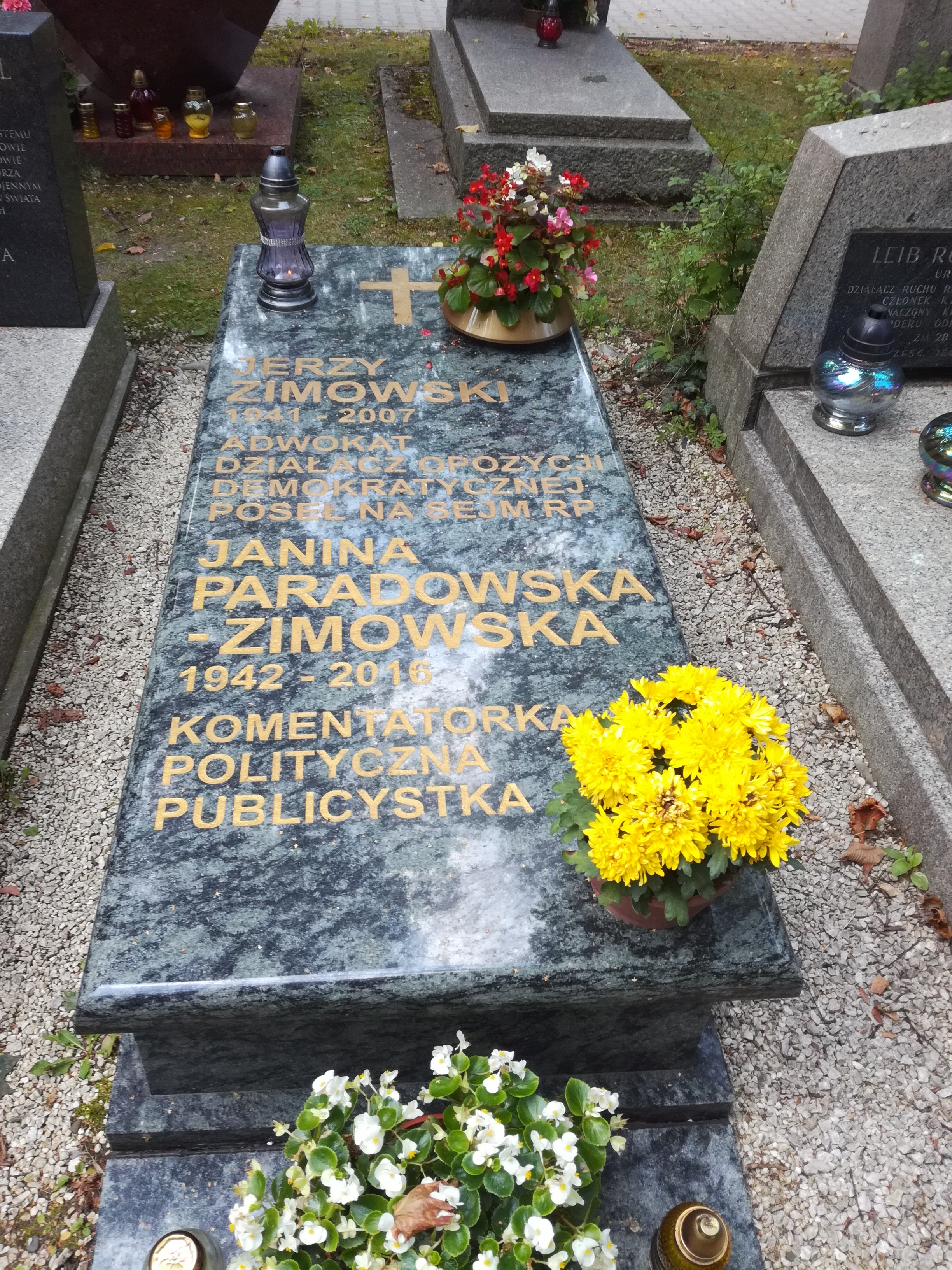
Grób Janiny Paradowskiej i Jerzego Zimowskiego

Janina Maria Paradowska-Zimowska (ur. 2 maja 1942 w Krakowie, zm. 29 czerwca 2016 w Warszawie) – polska dziennikarka i publicystka, związana m.in. z tygodnikiem „Polityka” i radiem Tok FM. Laureatka nagrody Grand Press dla dziennikarza roku (2002) i Nagrody Kisiela (2011).

## Życiorys
Ukończyła studia na Wydziale Polonistyki Uniwersytetu Jagiellońskiego, następnie studiowała podyplomowo dziennikarstwo na Uniwersytecie Warszawskim. Rozpoczęła pracę w zawodzie jako dziennikarka dziennika „Kurier Polski”, w którym zajmowała się tematyką społeczną.
Należała do Polskiej Zjednoczonej Partii Robotniczej. Na początku lat 80. była m.in. szefową struktur NSZZ „Solidarność” w należącym do Stronnictwa Demokratycznego Wydawnictwie „Epoka”. Po wprowadzeniu w Polsce w 1981 stanu wojennego zrezygnowała z członkostwa w PZPR. Została zweryfikowana negatywnie, jednak po paru miesiącach przywrócona do pracy w „Kurierze Polskim”. W tym samym roku podjęła pracę w redakcji „Życia Warszawy”, gdzie m.in. pełniła funkcję kierownika działu politycznego. Pracowała również w dziale kulturalno-oświatowym. Z ramienia tej redakcji brała udział w relacjonowaniu prac stolika młodzieżowego Okrągłego Stołu. Z pracy w „Życiu Warszawy” odeszła po przejęciu tego tytułu przez grupę dziennikarzy skupionych wokół Kazimierza Wóycickiego i Tomasza Wołka.
W 1991 dołączyła do zespołu redakcyjnego „Polityki”. Była komentatorką polityczną tego tygodnika, a także inicjatorką Salonów „Polityki” i prowadzącą spotkania z tego cyklu z udziałem polityków, przedsiębiorców, przedstawicieli mediów i kultury. Współpracowała także z TVP, gdzie od maja 1993 do czerwca 1994 prowadziła program publicystyczny Gorąca Linia w TVP1. Od 2003 do końca życia była dziennikarką radia Tok FM. Od 2007, także do śmierci, prowadziła na antenie Superstacji program Puszka Paradowskiej (później prowadziła w tej stacji również program Rozmowa dnia).
Prowadziła zajęcia na studiach dziennikarskich w Collegium Civitas. Opublikowała książkę A chciałam być aktorką… (2011).
Została pochowana 2 lipca 2016 w alei zasłużonych na cmentarzu Rakowickim w Krakowie (kwatera LXVII/płn., 2/8a).

## Wyróżnienia i upamiętnienie
Była laureatką licznych nagród branżowych. Otrzymała m.in. Nagrodę im. Adolfa Bocheńskiego (1997), Nagrodę Wieczystej Fundacji im. Ksawerego i Mieczysława Pruszyńskich (1999), Nagrodę im. Andrzeja Urbańczyka (2004). W 2002 została także nagrodzona Złotą Akredytacją do Sejmu jako najlepsza dziennikarka prasy ogólnopolskiej. W 2011 otrzymała Nagrodę Kisiela.
Wyróżniona także doroczną nagrodą Grand Press – tytułem najlepszego dziennikarza 2002. Z inicjatywy Renaty Gluzy z miesięcznika „Press” dodatkową nagrodą był występ aktorski. Janina Paradowska wystąpiła 13 i 14 stycznia 2007 w warszawskim teatrze Kwadrat w farsie Raya Cooneya i Johna Chapmana Nie teraz kochanie jako pani Frencham (w miejsce Barbary Rylskiej).
W 2016 została patronką Nagrody im. Janiny Paradowskiej i Jerzego Zimowskiego.
W 2021 decyzją rady miasta Krakowa jej imieniem nazwano skwer w Krakowie przy ulicy Łobzowskiej.

## Życie prywatne
Córka Stanisława i Marii. Janina Paradowska była dwukrotnie zamężna: z Tadeuszem Stępniem, dziennikarzem „Kuriera Polskiego”, a następnie z Jerzym Zimowskim.